# Тущибек
Тущибе́к (каз. Тұщыбек) — село у складі Мангистауського району Мангистауської області Казахстану. Адміністративний центр Отпанського сільського округу.
Населення — 298 осіб (2021; 258 у 2009, 258 у 1999, 391 у 1989).